# Capitan America
Capitan America (in diverse opere e nell'originale inglese Captain America), il cui vero nome è Steve Rogers, è un personaggio creato da Joe Simon e Jack Kirby, che appare nei fumetti statunitensi pubblicati da Marvel Comics. Il personaggio è apparso per la prima volta in Captain America Comics n. 1, pubblicato il 20 dicembre 1940 da Timely Comics, azienda predecessore di Marvel. Capitan America è stato ideato come un supersoldato patriottico, che ha spesso combattuto le potenze dell'Asse della seconda guerra mondiale; era il personaggio più popolare della Timely Comics durante il periodo di guerra.
Nato come elemento di propaganda durante la seconda guerra mondiale, come simbolo dell'America libera e democratica che si opponeva alla liberticida Germania nazista, "Cap" riscosse subito un grande successo (il primo numero della serie vendette quasi un milione di copie e i successivi si mantennero sugli stessi livelli, superando riviste come Time) e divenne il personaggio più popolare dell'editore, portando addirittura alla nascita di un fan club denominato "Sentinels of Liberty". Con la fine del conflitto perse la sua popolarità, nonostante un tentativo di rilanciarlo come cacciatore di comunisti durante i primi anni della guerra fredda, finché nel 1964 Stan Lee decise di riproporlo come comprimario nella serie Avengers privandolo degli elementi nazionalistici e dotandolo di una sensibilità e un'umanità tutta nuova, rendendolo protagonista di storie di denuncia sociale e facendone l'incarnazione della coscienza dell'America.
Il personaggio ha avuto trasposizioni cinematografiche e televisive (un serial cinematografico in quindici episodi nel 1944 e un lungometraggio nel 1990) oltre a comparire come comprimario o protagonista in altri lungometraggi di successo nel Marvel Cinematic Universe degli anni '10 del XXI secolo. Nella classifica dei cento maggiori eroi della storia dei fumetti del sito web IGN è stato inserito alla sesta posizione.

## Storia editoriale

### Genesi del personaggio
Nel 1940, lo sceneggiatore Joe Simon disegnò un bozzetto di Capitan America, in un primo momento denominato "Super American" ma questo nome venne tuttavia poi scartato dallo stesso Simon per la grande diffusione di personaggi con nomi simili e scegliendo al suo posto "Captain America" perché «suonava bene», e perché «non c'erano molti "Captain" in giro». La spalla compagno di avventure Bucky venne chiamato così in onore di Bucky Pierson, un giocatore di basket amico di Simon.
Martin Goodman, l'editore della Timely Comics, chiese a Simon di mettere in cantiere una serie regolare dedicata al personaggio. Lo scrittore contattò due giovani artisti:
'Rispetterò la scadenza', mi promise Jack. 'Disegnerò tutto da solo e farò in tempo'. Non mi aspettavo questo tipo di reazione... Ma fortunatamente acconsentii alla sua richiesta. Ci saranno stati anche due Al, ma soltanto un Jack Kirby.
Sceneggiai il primo volume di Capitan America scrivendo i dialoghi direttamente sulle tavole disegnate a matita, inizialmente molto schematiche e soltanto abbozzate. In seguito Kirby migliorò le anatomie delle persone, inserì qualche nuova idea e movimentò le scene di azione come solo lui sapeva fare. Quindi rifinì i disegni, aggiungendo dettagli agli sfondi e ai volti.»
Al Liederman si occupò dell'inchiostrazione del primo numero, mentre Howard Ferguson realizzò il letterista.
Simon ha dichiarato di come Capitan America sia stata una creazione consapevolmente politica: lui e Kirby erano disgustati dalle azioni della Germania nazista, e ritenevano inevitabile il coinvolgimento degli Stati Uniti nella seconda guerra mondiale: «Gli oppositori della guerra erano tutti ben organizzati. Ma anche noi volevamo dire la nostra.»

### Esordio e periodo Golden Age
La serie dedicata al personaggio, Captain America  (Vol. 1), esordì nel 1940; il primo numero, nella cui copertina il protagonista dava un pugno ad Adolf Hitler, vendette quasi un milione di copie. Nonostante il vasto successo, ci furono alcuni pareri negativi e lo stesso Simon riferì in un'intervista che: «Quando uscì il primo numero, ricevemmo parecchie lettere di critiche; alcuni si dichiaravano del tutto contrari a quello che Cap rappresentava.» Captain America non fu il primo supereroe a tema patriottico - era stato infatti preceduto da The Shield della MLJ - ma divenne rapidamente il personaggio più popolare della Timely. Aveva anche un fan club denominato "Sentinels of Liberty." Le vendite dei primi numeri erano sempre vicino al milione mensili, superando quelle di riviste come TIME.
Dopo il passaggio di Simon e Kirby alla DC Comics alla fine del 1941, la serie venne disegnata da Al Avison e Syd Shores. Il personaggio apparve anche in altre collane della Timely come All-Winners Squad (1-19), Marvel Mystery Comics (80-84 e 86-92), USA Comics (6-17) e All Select Comics (1-10). Con la fine della guerra, la popolarità dei supereroi andò a calare; la Timely cercò di superare la crisi realizzando il suo primo super-gruppo, la All-Winners Squad; qui Bucky, la spalla del protagonista, venne sostituito dalla sua fidanzata, Betty Ross, nei panni dell'eroina Golden Girl. La serie con il gruppo è composto da sole due storie pubblicate sui n. 19 e 21 di All-Winners Squad.
La serie Captain America Comics (Vol. 1) venne chiusa nel 1950 con il n. 75 e, nel 1953 la Atlas Comics, nuova incarnazione della Timely, tentò di reintrodurre il personaggio, insieme alla Torcia Umana originale e a Sub-Mariner, nel n. 24 di Young Men. Dopo qualche apparizioni su quest'ultima serie e su Men's Adventures, vennero realizzati tre ulteriori numeri della collana originale, dove il pericolo nazista era stato sostituito dalla paura per il comunismo; la rivista era dotata del sottotitolo "Captain America, Commie Smasher!". Tuttavia l'esperimento della Atlas non fu un successo e venne presto accantonato in favore di altre tipologie di fumetti.

### Silver Age e periodi successivi (1964-2013)
Il personaggio ritornò durante la cosiddetta Silver Age esordendo nel 1964 nel n. 4 della prima serie dedicata ai Vendicatori, The Avengers (vol. 1) quando viene risvegliato dai membri dell'omonimo gruppo dopo avere trascorso ibernato decenni tra i ghiacci dell'Alaska e poi entra a far parte del gruppo. Precedentemente era comparso sulla serie Strange Tales (n. 114, novembre 1963) un personaggio omonimo - descritto come leggendario eroe della Seconda guerra mondiale, tornato dopo un periodo di presunto ritiro interagisce - ma alla fine era risultato essere un impostore. Una didascalia alla fine del racconto, scritto da Stan Lee e disegnato da Jack Kirby, avverte che questo era soltanto una prova per testare il gradimento dei lettori. Negli anni seguenti, le apparizioni postbelliche di Capitan America verranno spiegate tramite retcon, ovvero un espediente narrativo in cui si modificano eventi e situazioni descritti in precedenza, oltre che ad apparire nella serie dei Vendicatori, di cui era diventato il leader, le storie in solitaria del personaggio verranno pubblicate nella collana Tales of Suspense, insieme a Iron Man, a partire dal n. 59; con il n. 100 il personaggio diviene titolare della serie che cambia la testata in Captain America (vol. 1) che proseguirà fino al n. 454 dell'agosto del 1996; sarà seguita da Captain America (vol. 2) (13 numeri, novembre 1996 - novembre 1997), Captain America (vol. 3) (50 numeri, gennaio 1998 - febbraio 2002), Captain America vol. 4 (32 numeri, giugno 2002 - dicembre 2004), e Captain America vol. 5 (50 numeri, gennaio 2005 - luglio 2009) la quale chiuderà con il n. 50, il quale - sommato a quelli delle serie precedenti - corrisponde all'albo n. 599 della testata dedicata al personaggio e pertanto, a partire dal numero successivo, la serie ha ripreso la numerazione originale della prima serie, The Avengers (vol. 1), che riparte dal n. 600 ad agosto 2009 e prosegue fino al n. 640 del febbraio 2013 quando la serie viene interrotta dal Marvel NOW!, il rilancio editoriale di tutte le serie dell'editore.

### Marvel NOW!(2013-2014)
Nel 2012 la Marvel, al fine di rilanciare le serie a fumetti, dà vita al progetto Marvel NOW! che nasce come conseguenza degli eventi narrati nel crossover Avengers vs. X-Men. A seguito di questo rilancio da gennaio 2013 esordisce la nuova serie regolare dedicata al personaggio, Capitan America (vol. 7).

### All New All Different Marvel(dal 2014)
A seguito degli eventi narrati nel crossover Secret Wars, parte nel 2014 un nuovo rilancio delle serie a fumetti della Marvel denominato All New All Different Marvel. All'interno di questo progetto la serie principale viene rilanciata nuovamente nel 2016 con una nuova testata, Captain America: Steve Rogers, scritta da Nick Spencer e in cui Steve Rogers è un agente segreto dell'Hydra.

## Biografia del personaggio

Il primo costume di Capitan America del 1941, disegnato da Kevin Maguire

Steven Grant Rogers (detto "Steve") nacque nel 1918 a Brooklyn, New York City, figlio di Joseph e Sarah Rogers, due poveri immigrati irlandesi, che gli insegnarono l'importanza del sacrificio e della determinazione. I suoi genitori morirono quando era ancora bambino e, nonostante le difficoltà finanziarie, Steve ha sempre espresso il desiderio di rendersi utile e credeva fermamente nei valori della giustizia e dell'uguaglianza. Il suo desiderio di diventare un soldato e proteggere la sua patria non era una questione di riconoscimento, ma lottare per un mondo migliore. Nonostante il suo fisico gracile, unito alla sua salute cagionevole, si distingueva da molti altri ragazzi per il suo carattere eccellente e compassionevole. Per un certo periodo lavorò come fattorino di giornali ed era uno studente di belle arti, specializzato in illustrazioni.
Durante la seconda guerra mondiale, decide di arruolarsi per servire la patria in guerra, ma viene scartato alla visita di leva a causa delle sue pessime condizioni fisiche. La sua determinazione fu tuttavia notata dal generale Chester Phillips e gli fu consentito di partecipare a un esperimento segreto chiamato "Operazione Rinascita", volto alla creazione di un esercito di super soldati. Tramite un preparato chimico realizzato dal dott. Abraham Erskine, le condizioni fisiche e mentali di Rogers vennero enormemente sviluppate. La morte dell'inventore del processo, ucciso da una spia nazista infiltrata, fece sì che Steve Rogers restasse l'unica persona a usufruire dei benefici apportati dal siero del supersoldato, divenendo così un esemplare unico.
Arruolato per missioni segrete oltre le linee nemiche, il mite Steve Rogers divenne così Capitan America, indossando un costume a stelle e strisce che richiamava esplicitamente la bandiera americana. Inizialmente venne fornito di uno scudo triangolare-rettangolo sempre in tema con la sua uniforme, ma in un secondo momento lo sostituì con uno a forma circolare, praticamente indistruttibile, donatogli dal presidente Roosevelt in persona. Steve imparò a utilizzare come arma di difesa e d'attacco lo scudo, che ben presto divenne il simbolo dell'eroe in tutto il mondo.
Come simbolo da contrapporre all'ascesa della gioventù hitleriana, il governo gli affiancò una giovane "spalla" di nome James Buchanan Barnes, più noto come Bucky. Da soli o assieme ad altri eroi (gli Invasori) il duo combatté le forze dell'Asse durante tutta la seconda guerra mondiale; particolarmente cruente erano le battaglie che li contrapponevano al Teschio Rosso, uno spietato gerarca nazista. Cap spesso fu affiancato nelle sue battaglie dal sergente Nick Fury, leader degli Howling Commandos.
Verso la fine della guerra, Cap e Bucky si recano in Gran Bretagna per fermare il Barone Zemo, uno scienziato nazista che si trova lì con il compito di far bombardare Londra da una V2; i due eroi non riescono a impedirne il decollo ma si lanciano al suo inseguimento: l'aereo esplode mentre era in volo sopra il canale della Manica, e Cap precipita in mare cercando di deviarne la rotta, mentre Bucky muore nell'esplosione.
Nel 1945 dopo la scomparsa del Capitan America originale e di Bucky, il presidente Harry S. Truman, per tenere alto il morale delle truppe americane, sceglie William Naslund, l'eroe noto come Spirito del '76, per diventare il nuovo Capitan America, affiancandolo al giovane Fred Davis, che veste i panni di Bucky II. Nel 1946 William Naslund muore salvando la vita al senatore John Fitzgerald Kennedy; Jeffrey Mace, il supereroe noto come Patriot, gli subentra come Capitan America III, raccogliendone l'eredità. Prima degli anni cinquanta Jeff Mace smette i panni di Capitan America per sposare l'eroina Golden Girl e ritirarsi a vita privata.
Negli anni cinquanta un insegnante di storia di nome William Burnside, affascinato dalla scomparsa del Capitan America originale, viene casualmente in possesso di alcuni appunti in cui era descritta la formula per replicare il siero del supersoldato. Si sottopone a un'operazione di plastica facciale per assomigliare in tutto e per tutto al Cap originale, assumendo il nome di "Steve Rogers" con l'intenzione di sostituirsi al suo idolo; quindi adotta un suo allievo, l'orfano Jack Monroe e in seguito si iniettano una variante del siero del supersoldato per diventare Capitan America IV e Bucky III, combattendo minacce "rosse" durante la guerra fredda, come ad esempio il nuovo Teschio Rosso (un sabotatore comunista di nome Albert Malik). La formula da loro assunta è tuttavia imperfetta e comincia a procurare loro forti allucinazioni: difatti i due cominciano a vedere minacce comuniste ovunque, iniziando ad aggredire la popolazione civile, fino a quando l'F.B.I. non li cattura, mettendoli in animazione sospesa.
Negli anni sessanta Steve Rogers torna in vita grazie all'involontario aiuto di Namor che, ancora furioso con i Vendicatori dopo la sconfitta subita alleandosi con Hulk, si reca sul Mare Glaciale Artico, dove trova degli eschimesi che si inchinavano davanti a un blocco di ghiaccio, credendolo un totem. Namor, che considera il gesto oltraggioso, si infuria e scaglia lontano l'iceberg. Il blocco comincia a scongelarsi per effetto delle correnti calde rivelando al suo interno un uomo in stato di animazione sospesa. Giant-Man riesce ad afferrare l'uomo e a trascinarlo nel sottomarino dei Vendicatori, dove lo identificano come Capitan America, sopravvissuto grazie al siero del supersoldato, che aveva impedito la cristallizzazione dei fluidi organici. Steve Rogers entra così a far parte del gruppo di eroi, di cui diventa uno dei leader riconosciuti e di assoluto valore: il suo acume tattico e la padronanza al comando, pur nel rispetto dei compagni e della loro grande personalità, fa sì che Cap diventi uno dei cardini imprescindibili dei Vendicatori, con cui salva la Terra e l'Universo svariate volte. Il senso di colpa per non essere riuscito a impedire la morte di Bucky, tuttavia, lo tormenta a lungo.
Cap continua a lottare nel presente, inizialmente contro gerarchi del Terzo Reich come il Teschio Rosso e il Barone Strucker, che come lui erano in qualche modo sopravvissuti alla guerra; quindi vive periodi di dubbi esistenziali che trascorre a vagabondare per gli Stati Uniti d'America, rivelandone le storture e i disagi. È in questi anni che si consolida la collaborazione con Nick Fury e lo S.H.I.E.L.D., da cui nasce anche il suo rapporto sentimentale con Sharon Carter, detta agente 13, che prosegue tra alti e bassi fino all'apparente morte di lei.
Per un breve periodo Cap viene affiancato da Rick Jones, che assume l'identità di Bucky: il duo tuttavia si scioglie presto, data l'inadeguatezza del ragazzo al ruolo, ma la coppia affronta insieme la nascita di una nuova organizzazione terroristica chiamata Hydra. Il nuovo Bucky, infatti, viene rapito dall'Hydra per ordine della loro leader Madame Hydra (la futura Viper), per essere usato come ostaggio da utilizzare per attirare Capitan America in una trappola, ma si libera appena in tempo per avvertire Cap dell'agguato in atto per ucciderlo. Capitan America, trovandosi in una situazione che gli rende impossibile la fuga dagli uomini di Madame Hydra, scambia il costume con un manichino e lo getta nell'acqua del porto facendo credere a tutti di esservi caduto. Quando uomini di Madame Hydra sparano verso l'acqua, Rick reagisce con un grido disperato vedendo il corpo di Cap crivellato di colpi; quindi scappa, avvisando Nick Fury e lo S.H.I.E.L.D. dell'accaduto, come illustrato da Jim Steranko nella saga Stanotte muoio.
Tutti i supereroi (i Vendicatori, lo S.H.I.E.L.D. e Sharon Carter) si recano al funerale di Cap per far convincere Madame Hydra della sua morte, ma durante la funzione, quando Nick Fury chiude la bara, viene sprigionato dagli uomini dell'Hydra del gas soporifero, che fa perdere i sensi ai presenti, tra i quali manca Bucky/Rick, che ancora non si dà pace per la morte di Cap, ritenendosi colpevole. I seguaci di Madame Hydra quindi cercano di seppellire vivi tutti i Vendicatori, Fury e Sharon Carter, ma Capitan America interviene, salvando tutti e sconfiggendo l'HYDRA.
Steve Rogers decide di cambiare identità per non farsi scoprire, nascondendosi in una casa affittata temporaneamente. Il Teschio Rosso, che non è persuaso della sua morte, va alla sua ricerca e, trovatolo, gli scaglia contro un colpo del Cubo cosmico per sorprenderlo. Alla fine della battaglia il Teschio scambia il suo corpo con quello di Capitan America e poi manda Steve Rogers (imprigionato nel corpo del Teschio) lontano dall'America, sull'Isola degli Esuli, abitata da alcuni pericolosi ex nazisti un tempo alleati del Teschio. Steve cerca di camuffarsi ma viene attaccato dagli Esuli, intenzionati a vendicarsi del loro ex capo. In quest'occasione Steve conosce Sam Wilson, un ragazzo di Harlem che diventerà in seguito il supereroe Falcon, che lo aiuta a sconfiggere gli sgherri del Teschio. Wilson e Rogers riescono infine a giungere in America per la resa dei conti col criminale; il Teschio Rosso viene ricacciato all'interno del suo vero corpo, sconfitto da Steve Rogers, che torna nel suo grazie a un altro scambio effettuato tramite l'energia del Cubo cosmico.
In seguito Cap fa coppia con Falcon, destinato a diventare il miglior amico di Steve Rogers: i due saranno protagonisti di alcune storie di denuncia del disagio sociale nell'America di quegli anni e per un lungo periodo la testata diventa Capitan America e Falcon. Proprio durante quel periodo tornano in scena i Cap e Bucky degli anni cinquanta che, risvegliati e controllati dal Dottor Faustus, si scontrano con il Cap originale credendolo un impostore; la battaglia si conclude con la morte del falso Cap e con quella apparente di Jack Monroe (Bucky).

A questo ciclo di storie succede quello, altrettanto importante, in cui Cap si scontra con la corruzione di Washington: sono gli anni dello scandalo Watergate e questa scoperta ha su Steve Rogers effetti sconvolgenti; deluso dall'America e dal tradimento perpetrato ai danni degli ideali da lui rappresentati, decide di cambiare identità divenendo Nomad, un eroe che vagabonda con la moto per gli USA. Il suo posto come Capitan America è preso da diversi emuli, tra cui Roscoe che viene brutalmente ucciso dal Teschio Rosso; alla sua morte Steve Rogers capisce di essere l'unico a dover combattere, e se serve morire, per la difesa del Sogno americano, tornando a vestire i panni di Capitan America.
Rogers smette di essere Capitan America una seconda volta alcuni anni dopo, quando la Commissione per le attività superumane decide di imporre la sua autorità sull'eroe, privandolo della sua autonomia e indipendenza. Il ruolo di Cap viene quindi affidato a John Walker, un giovane patriota con idee più conservatrici, che si era da poco messo in luce fermando un eco-terrorista nei panni dell'esordiente eroe noto come il Super Patriota. Rogers, nel frattempo, indossa un costume nero somigliante al precedente (abbinato a uno scudo al vibranio donatogli dalla Pantera Nera) e continua la sua lotta al crimine con il nome di Capitano. Walker viene addestrato a combattere e a usare lo scudo proprio come il suo predecessore e, proprio mentre iniziava a mettersi in luce grazie ad alcuni arresti, un'organizzazione criminale conosciuta come Cani da Guardia viene a conoscenza della sua vera identità e lo attira in una trappola, dopo avergli rapito i genitori. Nella battaglia che ne segue, Walker non riesce a impedirne l'omicidio, e di conseguenza cade in uno stato di shock che lo trasforma in una spietata macchina omicida.
Dopo lo scontro tra il nuovo Capitan America e quello originale, si scopre che la Commissione era segretamente manovrata dal redivivo Teschio Rosso (sopravvissuto grazie a un trapianto di coscienza in un nuovo corpo clonato, ricavato dalle cellule di Steve Rogers) e, dopo averne sventato i piani, scudo e costume di Capitan America vengono restituiti al legittimo proprietario, mentre Walker continua a lavorare per il governo nei panni di U.S. Agent, utilizzando l'uniforme e lo scudo che erano stati di Steve Rogers nel periodo in cui lo aveva sostituito. Poco prima di questi eventi, però, riappare nella vita di Cap il Bucky degli anni cinquanta, Jack Monroe, il quale, guarito dalla crisi allucinogena che ne aveva obbligato il "congelamento", viene preso sotto l'ala protettiva di Rogers diventandone il partner nei panni del nuovo Nomad. Ben presto il duo si scioglie e Jack va per la sua strada.
Steve Rogers ha dedicato tutta la sua vita alla causa in cui crede: ha sempre anteposto i suoi doveri come Capitan America a quelli del suo alter ego: a causa di ciò si è sempre precluso, oltre alla possibilità di carriera nelle varie professioni che ha svolto (esempio quella di poliziotto o quella di disegnatore free lance), una normale vita sentimentale: difatti nella sua lunga vita Steve ha avuto diverse relazioni, ma tutte sono presto o tardi finite a causa della sua doppia vita.
Durante questo periodo, Cap scopre che Sharon Carter era ancora viva e che aveva simulato la propria morte per poter svolgere una missione segreta per conto dello S.H.I.E.L.D., ma i due inizialmente si limitano a un rapporto esclusivamente di lavoro, dato che la drammatica vicenda vissuta aveva drasticamente cambiato il carattere di Sharon.
Come ogni supereroe, anche Capitan America ha difeso gelosamente la sua identità segreta per anni, fino a quando non decide di renderla nota al mondo; questo avviene quando uccide un terrorista mediorientale in diretta mondiale. Quest'ultimo aveva preso in ostaggio la popolazione di una cittadina di provincia, ammassandoli in una chiesa, minacciando di farli saltare in aria se in cambio non si fosse presentato Capitan America, per giustiziarlo davanti alle telecamere. Cap lo affronta e, per impedirgli di azionare il telecomando che avrebbe innescato gli esplosivi, è costretto a ucciderlo in mondovisione. Per evitare ripercussioni sui cittadini americani - era da poco avvenuto l'attentato dell'11 settembre 2001 - Cap si smaschera e dichiara la sua vera identità al mondo intero, assumendosi ogni responsabilità dell'accaduto.
All'inizio del nuovo millennio una notizia ha sconvolto la vita di Capitan America: Nick Fury ha scoperto che il suo partner della seconda guerra mondiale, Bucky Barnes, non era morto nell'esplosione sopra il Canale della Manica, nella Costa britannica, ma che il suo corpo esanime era stato recuperato, semi-assiderato e privo di un braccio, da un sottomarino russo. L'alto comando sovietico, approfittando anche della sua amnesia, riprogramma la sua mente e lo dota di un braccio artificiale trasformandolo nel Soldato d'Inverno, spietato killer durante la guerra fredda; il suo compito era di operare nei Paesi occidentali e, ucciso il suo obiettivo, essere messo in animazione sospesa fino alla successiva missione (in questo modo, sembra che dal 1955 al 1976 sia invecchiato di appena 5 anni). Grazie all'uso del cubo cosmico, Cap riesce a guarire la sua mente e a liberarlo dal lavaggio del cervello subito.

### Speciale 65º anniversario
Nell'aprile del 1944 gli Howling Commandos, Nick Fury, Bucky e Capitan America si paracadutano in territorio nemico e vengono attaccati dai nazisti che sopraggiungono su tre Volkswagen Kübelwagen. Capitan America riesce a neutralizzare alcuni tedeschi, ma quando questi iniziano a sparare con i mitra, tutti si nascondono dietro gli alberi, ad eccezione di Bucky che si espone al pericolo e lancia una granata Mk2 contro una delle macchine. Il mezzo esplode ma Bucky viene ferito al torace e perde i sensi. Cap lascia i compagni e accorre in suo soccorso.
Non molto lontano da Teschio Rosso e i suoi nazisti impegnati in alcuni scavi presso le rovine del castello di Eisen, Cap trova la casa di un medico che vive con la figlia Gretchen. I due sono membri della Resistenza: il padre cerca di scoprire quanto più possibile dai nazisti che cura e la ragazza trasmette le informazioni agli Alleati. Il medico opera Bucky in una stanza segreta e riesce a salvarlo. Successivamente l'uomo spiega a Cap che i nazisti stanno cercando qualcosa presso il castello e che al momento stanno cercando di sgomberare i tunnel sottostanti. Uno scienziato di nome Hermann Dexx, tenuto prigioniero dagli uomini di Teschio Rosso, potrebbe sapere qual è il loro obiettivo.
Capitan America ritorna dagli Howlers e riferisce loro la situazione. Vista la superiorità numerica dei nazisti, decidono di attendere la notte per fare la loro mossa: nascosti dalle tenebre, Cap e Nick Fury penetrano nell'accampamento del Teschio e riescono a fotografare alcuni antichi disegni del castello, ma vengono scoperti da una guardia e sono costretti a ucciderla. Nel frattempo, in città, Gretchen e Bucky si intrufolano negli archivi comunali e trovano una cronaca del barone del castello di Eisen vecchia di oltre 500 anni. Il barone era un inventore: creò macchinari agricoli, marchingegni volanti e un robot gigantesco, che utilizzava per proteggere i confini del castello e che viveva nelle viscere della montagna. Bucky e Gretchen riportano queste notizie a Cap e Nick Fury, che stanno anche analizzando documenti trovati nell'accampamento del Teschio Rosso. Questi sembrano scritti in una specie di codice probabilmente ideato dal barone e che Hermann Dexx potrebbe essere in grado di decriptare.
A notte fonda, poco prima del cambio della guardia, gli Howlers attaccano il campo nazista e Capitan America cerca di raggiungere il Teschio Rosso, che ha iniziato il processo per risvegliare il robot. Bucky e Gretchen invece assaltano il Municipio e liberano Hermann Dexx. L'uomo ha effettivamente studiato le creazioni del barone von Eisen e conosce bene il fantomatico robot, detto il Dormiente: una volta attivato, l'unico modo per neutralizzarlo è spezzargli il cuore. L'addome del robot, infatti, è rivestito di vetro e contiene un cuore mostruoso. Il Dormiente cerca di colpire Cap con i raggi che gli escono dagli occhi, ma lo scudo di Capitan America riesce a bloccarli; non riesce, tuttavia, a scalfire la corazza d'acciaio del robot. Cap comprende che l'unica parte vulnerabile del Dormiente è proprio l'addome e lì lo colpisce, distruggendo il cuore. Il robot va in fiamme. Mentre il castello crolla, il Teschio Rosso, Capitan America e gli Howlers riescono a mettersi in salvo.
Compiuta la missione, gli americani si preparano a lasciare il paese e Bucky e Gretchen si separano con un bacio.

### Civil War
Durante Civil War Capitan America è uno dei più strenui oppositori del Superhuman Registration Act (SRA, "Atto di registrazione dei superumani"), perché la ritiene una violazione dei diritti civili, divenendo spontaneamente il capo della coalizione che si oppone a questo provvedimento.
Ciò lo porta anche a combattere contro altri supereroi, guidati da Iron Man; Tony e Steve, colonne portanti dei Vendicatori, nel corso degli anni avevano avuto parecchie divergenze, ma non erano mai arrivati a uno scontro di proporzioni simili: i due cercano in diverse occasioni di riappacificarsi, senza però arrivare a un punto d'incontro.
La guerra civile tra supereroi porta Cap a stringere alleanze con personaggi con i quali, in circostanze normali, non avrebbe voluto avere a che fare, come ad esempio Kingpin o il Punitore.
Alla fine si arrende, benché la sua fazione stia vincendo, per fermare la scia di distruzione che la guerra tra superumani sta causando alla città e alla popolazione civile, affrontando così un processo. Mentre si sta recando alla corte federale che deve giudicarlo, un cecchino lo colpisce alla spalla. Nel caos che segue qualcuno gli spara tre volte allo stomaco, uccidendolo.
Si scopre in seguito che l'attentato a Cap è un complotto ordito dal Teschio Rosso, che ha usato Crossbones come cecchino e il Dottor Faustus per ipnotizzare Sharon Carter che, ignara delle sue azioni, ha esploso i tre colpi letali.
Capitan America viene dichiarato ufficialmente morto al suo arrivo al Mercy Hospital.
Il funerale si tiene al Cimitero nazionale di Arlington, dove in suo onore è stato eretto un monumento che lo raffigura in azione, e vi partecipano tantissime persone provenienti da tutte le parti del mondo, accorse per dare l'estremo saluto al valoroso eroe.
In realtà è stato seppellito un manichino con le sembianze di Steve Rogers; il suo vero corpo è stato immerso da Iron Man e Namor nelle gelide acque del Mare Glaciale Artico, proprio nello stesso punto in cui venne ritrovato molti anni prima dai Vendicatori.
Poco prima di morire Cap aveva scritto le sue ultime volontà: nella lettera Steve chiede a Tony di salvare Bucky, di non lasciarlo sprofondare nella rabbia e di aiutarlo a rifarsi una vita; gli chiede inoltre di non lasciare che Capitan America muoia con lui, proprio adesso che l'America ha bisogno più che mai di un eroe che ne rappresenti la parte migliore.

#### Post Civil War: il Nuovo Capitan America
Dopo la morte di Steve Rogers e la lettera ritrovata da Iron Man, quest'ultimo decide di esaudire entrambe le richieste del defunto Cap, rendendo Bucky il nuovo Capitan America.
Dotato di un costume-armatura e dello scudo di Steve, Bucky comincia a farsi conoscere salvando il candidato presidente degli Stati Uniti da un attacco di Sin, la figlia del Teschio Rosso, ed entra subito in azione per aiutare a salvare la Terra dall'invasione Skrull.
Dopo la battaglia con gli alieni, il nuovo Cap si è unito ai Nuovi Vendicatori, a cui ha proposto di utilizzare il suo appartamento come base, seguendo quella che sarebbe stata la volontà di Steve.

### Capitan America: rinato
Durante l'anniversario della morte di Cap, Sharon Carter fa un'importante scoperta recuperando la pistola con cui aveva sparato a Steve Rogers: non è una normale pistola, bensì di un'arma composta da sofisticati elementi tecnologici.
Sharon si reca allora da Falcon, Bucky e i Nuovi Vendicatori, dicendo loro che Steve non è morto e che esiste un modo per salvarlo. Falcon porta Sharon da Hank Pym, a cui la ragazza rivela di ricordare che il Teschio Rosso e Arnim Zola volevano usare una variante della piattaforma temporale del Dottor Destino (l'inventore della pistola con la quale sparò a Cap) per riportare Steve indietro, ma questa fu distrutta da Sharon durante la sua fuga; ora la ragazza chiede a Pym e Reed Richards di trovare un modo di riportare Steve nel nostro tempo.
Infatti, come conferma lo stesso Zola a Norman Osborn, la pistola utilizzata da Sharon era stata costruita da Destino per congelare Cap tra il tempo e lo spazio: Steve Rogers continua a rivivere alcuni dei momenti più importanti della sua vita, lo sbarco in Normandia, la morte di sua madre, una missione contro Master Man, un colloquio col presidente Roosevelt, il giorno in cui assunse il siero del supersoldato, saltando continuamente da un ricordo all'altro, rivivendoli come in un film ma senza poter mai interagire.
Norman, dopo aver rivelato al mondo che Sharon è il secondo cecchino che sparò a Cap, libera dalle loro celle Crossbones e Sin, con l'intenzione di far rintracciare loro il Teschio Rosso, che Norman vorrebbe ai suoi ordini nel corpo di Cap.
Nel frattempo, il nuovo Capitan America e la Vedova Nera si recano furtivamente nell'eliveivolo H.A.M.M.E.R. per recuperare dal deposito quel che resta della piattaforma temporale, ma vengono fermati e catturati dagli Oscuri Vendicatori, Ares e Venom, che li portano al cospetto di Osborn; Norman rilascia Natasha con il compito di intimare a Sharon Carter di consegnarsi: in caso contrario Bucky Barnes, passato sotto la custodia dei Thunderbolts, verrà ucciso.
Nell'Oceano Artico intanto Reed Richards e Sub-Mariner recuperano il corpo di Steve Rogers (la cui psiche continua a balzare nel tempo) con la speranza di poterlo studiare, ma questo scompare sotto i loro occhi, come se non fosse mai esistito. Successivamente, sebbene Falcon liberi Bucky, che era prigioniero a bordo di un jet dei T-Bolts, Sharon Carter si costituisce a Osborn, mentre Sin e Crossbones rintracciano il Teschio, per accompagnarlo a Latveria, ospite del Dottor Destino.
Durante l'ennesimo salto temporale nei suoi ricordi, Steve Rogers rivive la guerra tra Kree e gli Skrull, a cui aveva partecipato con i Vendicatori; in quel frangente Cap lascia un messaggio nel database mnemonico della Visione, che il sintezoide recapita nel nostro tempo al dottor Richards e Hank Pym; in questo modo i due scienziati capiscono come, grazie alle nanoparticelle contenute nel sangue di Sharon Carter, sia possibile riportare Capitan America nel presente.
La presenza di Sharon diventa quindi indispensabile, allora Bucky e Natasha Romanoff, accompagnati da Ronin, si mettono sulle sue tracce per riportala alla base. Sharon tuttavia è stata condotta su ordine di Osborn a Latveria, dove scopre con orrore che il Teschio Rosso, che credeva di avere ucciso, è vivo e che Destino e Arnim Zola hanno ricostruito il dispositivo temporale, a cui la donna e il Teschio vengono quindi collegati.
Così Steve Rogers, proprio mentre rivive il suo momento più drammatico, ovvero la famigerata missione contro Zemo in cui lui e Bucky apparentemente morirono, viene riportato nel tempo presente; ma quando Sharon invoca il nome dell'uomo che ama, s'accorge con orrore che all'interno del corpo di Capitan America risiede la mente del Teschio Rosso, mentre Steve Rogers si ritrova intrappolato in una realtà governata dal Teschio Rosso, in realtà una prigione psichica ideata per lui affinché non possa riprendere possesso del suo corpo.
Con il controllo del corpo di Cap il Teschio vola dunque alla volta di Washington, seguito da un aereo con a bordo Falcon, Bucky, la Vedova Nera, Hank Pym e Ronin, intenti a soccorrere Sharon; nel tentativo di liberarla Visione viene catturato, dopodiché il loro aereo viene abbattuto e i Vendicatori si schiantano proprio di fronte alla Casa Bianca, dove affrontano una squadra di Super MODOK guidati da Crossbones.
Bucky si getta all'inseguimento del Teschio e lo affronta in combattimento di fronte al monumento di Lincoln, ma proprio quando il nemico sta per avere la meglio sull'eroe, Steve Rogers, dall'interno della sua mente, riesce a sconfiggere il suo mortale nemico; la coscienza del Teschio viene espulsa, permettendo a Cap di riprendere il controllo del proprio corpo.
Con il ritorno di Capitan America, la mente del Teschio ritorna nel suo corpo robotico e Sharon, dopo essere stata liberata da Hank Pym, per non permetterne la fuga lo irradia con delle Particelle Pym, trasformandolo in un gigante.
Steve e Bucky, finalmente riuniti dopo decenni, riescono insieme a distruggere il Teschio Rosso, approfittando delle sue dimensioni di gigante: al termine dello scontro, Steve Rogers è certo che la coscienza del Teschio sia stata distrutta insieme al suo corpo - robot.
Dopo aver riabbracciato l'amata Sharon, Cap viene invitato da Natasha Romanoff a lasciare la zona immediatamente, in quanto gli uomini di Norman Osborn saranno lì a breve; Steve rimane sbigottito dal sapere che Osborn dispone di una propria squadra di Vendicatori.
Osborn viene informato del ritorno di Cap e del fatto che a causa di un'esplosione, Sin è stata sfigurata in volto, in modo da renderla molto somigliante al padre.
Una volta a Brooklyn, Rogers rimugina su alcune visioni apocalittiche del futuro che ha avuto durante il suo vagare nel tempo e si interroga su come sia possibile evitarle. Mentre medita, Sharon arriva per portarlo alla festa in suo onore che si tiene al piano di sotto, ma Steve le chiede un altro minuto per stare da solo con lei.
Giorni dopo, Cap contatta segretamente il presidente Barack Obama (tramite il vecchio telefono usato da Franklin Delano Roosevelt negli anni '40, ancora funzionante), chiedendogli un incontro all'insaputa di Norman Osborn; durante la conversazione, Steve dichiara che smetterà per un po' di essere Capitan America e ha già trovato un rimpiazzo (tacendo che sia Bucky); il presidente Obama firma un perdono presidenziale ma non può fare altrettanto per gli altri Vendicatori, a causa dell'Atto di Registrazione.

#### A chi andrà lo Scudo?
Gli anni passarono, e Steve Rogers pensò che a quel punto si doveva cercare un nuovo posto dove cominciare una nuova vita da persona normale. Dopo aver rifiutato l'offerta del Presidente degli Stati Uniti di rimanere Capitan America, cambiò idea decidendo di rimanere un supereroe, quindi si creò una nuova identità segreta: Mr. Potenza; grazie a essa Steve si unì agli H.I.V.E Fivers, un gruppo di falsi supereroi che opprimeva le città con le loro armi super avanzate di nascosto. Lo sfinito e distrutto Rogers cercò ogni volta e in qualsiasi modo di convertire il team al bene, ma invano. Rendendosi conto dell'errore che aveva commesso, Steve lasciò il gruppo e per un breve periodo tornò a essere l'eroe con scudo; ma dopo il nuovo litigio con i Vendicatori, nominò il suo erede (per ora): Sam Flicker, un soldato dei marines discretamente abile con le armi e combattimento.

### Assedio
Norman Osborn, leader degli Oscuri Vendicatori, decide di radunare tutte le sue forze per attaccare Asgard. Steve, vedendo in televisione quello che sta succedendo, raduna tutti i supereroi a sua disposizione, ossia i Nuovi Vendicatori di Clint Barton, i Giovani Vendicatori, i Potenti Vendicatori al servizio di Hank Pym e i Secret Warriors di Nick Fury per organizzare una contro offensiva. Nonostante Sam abbia ricevuto lo scudo, lo rende a Steve appositamente per la battaglia.
Dopo essere giunti ad Asgard, al grido di "Vendicatori Uniti!", Cap e i Vendicatori corrono in soccorso degli Dei norreni e di Thor. Steve affronta e mette alle corde Osborn, fino all'arrivo di Iron Man, che disattiva l'armatura di Iron Patriot. Intanto, i Vendicatori sconfiggono le truppe di Osborn. Ma Sentry perde il controllo di sé stesso e scatena Void, che rade al suolo la dimora degli dei vichinghi.
Grazie alle forze congiunte dei Vendicatori, appoggiati nell'occasione da un pentito Loki, anche la minaccia di Void viene sconfitta e Steve fa mettere agli arresti Osborn e i suoi Oscuri Vendicatori. Una volta ribadito a Bucky Barnes che sarà lui l'unico e solo Capitan America, Steve viene promosso al rango di Comandante dal Presidente degli Stati Uniti, che gli offre il posto che fu di Fury, Stark e Osborn a capo della sicurezza. Rogers accetta, a patto che l'atto di registrazione dei superumani venga abolito, e in seguito forma una nuova squadra di Vendicatori.

### Fear Itself e il ritorno come Capitan America
Durante Fear Itself, Rogers guida i Vendicatori contro il rinato Serpente, e, durante il combattimento col medesimo, il suo iconico scudo va in frantumi. Data la disperazione, Steve molla la battaglia lasciando il posto al nuovo Cap, Bucky, che viene apparentemente ucciso in battaglia. In seguito, l'arma viene ricostruita con una lega di vibranio e uru, rendendolo ancora più resistente e adatto allo scontro coi Valorosi. Dopo la morte del Serpente, ucciso da Thor, Rogers è costretto a riprendere il ruolo di Capitan America, perché Bucky Barnes, creduto morto, decide di tornare a indossare l'identità del Soldato d'Inverno.

### Comandante Rogers
Successivamente, è tra i protagonisti della battaglia contro gli X-Men (Avengers vs. X-Men), al termine della quale decide di creare la Squadra Unione dei Vendicatori, cui pone a capo Havok. Inoltre, il Capitano deve affrontare un nuovo Flagello che sta eliminando tutti quegli ex-criminali che hanno deciso di collaborare col governo corrotto.
Steve viene poi bloccato nella Dimensione Z di Arnim Zola per più di dieci anni. Riesce tuttavia a ritornare a casa grazie a Sharon Carter, che si sacrifica per salvarlo uccidendo Zola. Tornato nella Squadra Unione, Rogers viene ucciso dal Sinistro Mietitore mentre tentava di contattare Immortus per salvare il mondo. Il suo sacrificio tuttavia viene ricompensato: i Vendicatori qualche tempo dopo compiono un viaggio temporale nel passato, cambiandolo e salvandogli la vita.
A seguito di uno scontro con Iron Nail, Capitan America perde il siero del super soldato dal suo sistema corporeo, invecchiando di colpo. Non potendo più continuare la sua carriera da eroe, affida lo scudo alla sua vecchia spalla Sam Wilson, Falcon. Abbandonati gli Avengers, Steve prende il ruolo di comandante dello S.H.I.E.L.D. e di alcuni Vendicatori. Con questo esercito, entra in guerra con gli Illuminati, per poi stipulare una tregua per salvare la Terra dalle Incursioni, obiettivo che non riuscirà.
Nel momento d'inizio dell'incursione finale tra la propria Terra e quella dell'universo Ultimate, Steve regola i conti con Stark: mentre intorno a loro infuria lo scontro tra gli eroi delle due Terre, Steve Rogers indossa un'armatura ipertecnologica e si presenta alla Stark Tower intenzionato a interrompere i rapporti amichevoli col compagno Vendicatore. Dopo un lungo e sanguinoso combattimento, i due muoiono schiacciati da un elivelivolo, subito dopo che Rogers ha fatto confessare a Stark che, seppur consapevole che non ci fosse comunque speranza di salvare il pianeta, avrebbe rifatto tutto lo stesso.
Il Comandante Rogers ritorna tempo dopo come membro e capo della Squadra Unione dei Vendicatori, che stavolta include anche Inumani e Deadpool. Dopo una missione a Pleasant Hill, apparente tranquilla cittadina e in realtà prigione per molti supercriminali coi ricordi alterati a causa di un lavaggio del cervello, Rogers ritorna di nuovo giovane grazie all'aiuto di Kobik (un cubo cosmico senziente con la mente di un bambino) e decide di riprendere a vestire i panni di Capitan America, ma con un nuovo scudo, lasciando il vecchio nelle mani di Wilson.
Dopo tutto ciò, Cap rapisce il dottor Erik Selvig per conto dell'Hydra, rivelandosi uno dei loro membri principali. Infatti, segretamente a tutti, Kobik è stato indottrinato dal Teschio Rosso e, quando ridà a Steve la sua giovinezza, riscrive il suo passato facendo di lui un agente segreto dell'Hydra.

### Civil War II
Durante questo nuovo conflitto, Rogers continua ad agire come membro dell'Hydra, ma si tiene fuori dal dissidio delle due fazioni, capeggiate da Tony Stark e Carol Danvers; ma un giorno l'Inumano Ulisse ha una delle sue visioni che mostrano il nuovo Uomo Ragno stare sopra il cadavere di Cap sulla scalinata del Campidoglio; quando il giovane supereroe si presenta proprio lì, Steve lo raggiunge e i due parlano e convengono entrambi che, nonostante quello che Ulisse ha visto, nessuno dei due crede che ciò corrisponda alla realtà; ma il colloquio si interrompe all'arrivo di Capitan Marvel, che vuole prendere Miles in custodia, prima con le parole poi con la forza; Steve cerca di far capire a Carol come, nonostante le sue buone intenzioni, la cosa le stia sfuggendo di mano, ma prima di poter parlare oltre interviene Iron Man; i capi delle due fazioni si scontrano, e alla fine Stark ha la peggio e, apparentemente, muore.
Giorni dopo, il Capitano atterra su un elivelivolo SHIELD che ospita il corpo di Tony, rimasto in coma irreversibile; consapevole che Tony troverà un giorno o ha già trovato un modo per ritornare in vita, Steve ha con lui un monologo simile a quello che Tony pronunciò all'epoca della prima guerra civile, davanti al defunto Steve; con la differenza che qui Steve rinfaccia apertamente a Tony i suoi difetti e svela il piano che sta per attuare per portare l'Hydra al comando.

## Vita sentimentale
- La prima relazione fu Peggy Carter, un agente dei servizi segreti conosciuta in Francia durante la seconda guerra mondiale mentre combatteva accanto ai partigiani. Peggy era innamorata di lui ma la loro storia finì nel 1945, quando Cap e Bucky furono dati per morti.
- Risvegliatosi ai giorni nostri cominciò una lunga storia d'amore con la nipote di Peggy, Sharon, l'agente 13 dello S.H.I.E.L.D., che terminò solo quando Steve la credette morta durante lo svolgimento di una missione.

Durante questo periodo Steve ha avuto altre donne, tra le più importanti si ricordano Bernie Rosenthal, Rachel Leighton e Connie Ferrari.
- Bernie era una ragazza ebrea che, per un certo periodo, ha vissuto nello stesso stabile di Steve Rogers; i due hanno avuto una relazione molto seria, che continuò anche quando lei scoprì la doppia identità di Cap. La storia finì quando Bernie lasciò New York per trasferirsi a Los Angeles a studiare legge. I due sono rimasti ottimi amici.
- Rachel era una mercenaria in costume nota come Diamante; dapprima avversaria di Capitan America, per amore suo si convertì a supereroina. Le differenze tra i due però erano troppo vaste, e presto si lasciarono, restando comunque alleati fidati.
- Connie Ferrari infine era un'avvocatessa di New York che, una volta scoperta l'identità segreta di Cap, decise di troncare la relazione perché non si sentiva di dividere la propria vita con quella di una leggenda vivente.

Nei film d'animazione Ultimate Avengers e Ultimate Avengers 2, Capitan America ha una storia con Natasha Romanoff, la seconda Vedova Nera. Nel film d'animazione Next Avengers - Gli eroi di domani dai due è nato un figlio, James Rogers.

## Messaggio e simbologia

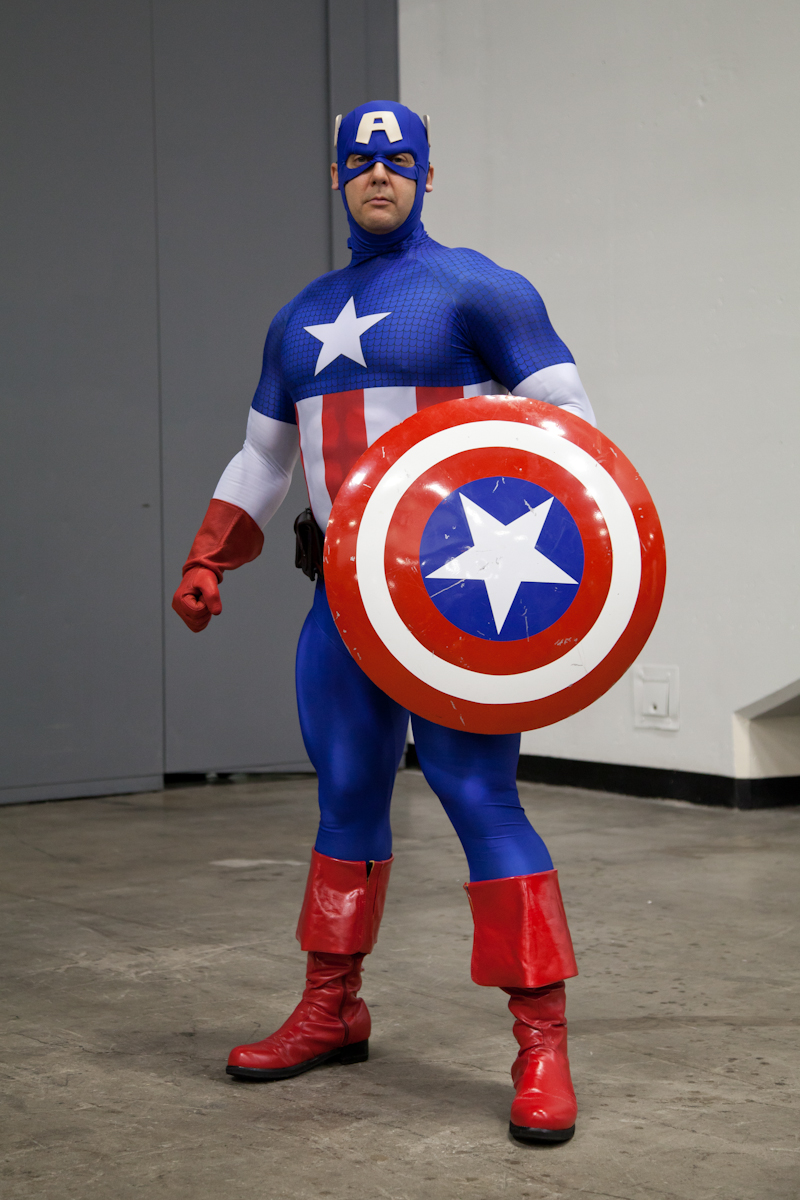
Cosplayer che impersona Capitan America alla convention WonderCon (2011).

Molti degli autori che hanno scritto le avventure di Capitan America hanno cercato di rendere il personaggio un riflesso delle preoccupazioni della società americana del suo tempo. Questi messaggi e simboli venivano spesso introdotti attraverso la rappresentazione dell'eroe, dei suoi alleati e dei nemici, ma anche attraverso il tono delle avventure.
Durante gli anni della seconda guerra mondiale, il personaggio è stato chiaramente ritratto come un riflesso idealizzato degli Stati Uniti, il cui compito era proteggere il mondo libero, mentre il suo alter ego, Steve Rogers, rappresentava tutti i soldati che avrebbero combattuto per la patria e la libertà. Da parte sua, Bucky Barnes era un ragazzo normale, privo di abilità sovrumane, sebbene il suo patriottismo fosse tale da spingerlo a combattere al fianco del suo idolo per una giusta causa, fungendo da modello per i lettori più giovani, che nel frattempo impararono ad essere obbedienti e rispettosi dei loro parenti e anziani. Sebbene questo posizionamento del supereroe a favore della libertà e della democrazia fosse normale durante gli anni '40, gli studiosi del personaggio spesso sottolineano che egli mantenne questo atteggiamento durante gli anni della guerra fredda e che ha portato a identificare il personaggio per un breve periodo tra il 1953 e il 1954 come fumetto chiaramente influenzato dal maccartismo.
Il messaggio delle storie prese una svolta radicale alla fine degli anni '60, quando le avventure riflettevano importanti cambiamenti sociali come la rinascita del movimento femminista, le proteste studentesche, la lotta per i diritti civili degli afroamericani, la delinquenza giovanile e gli altri grandi cambiamenti in corso posto nella società americana. Così, Sharon Carter, interesse amoroso del personaggio, ha preferito una vita d'azione come agente segreto dello S.H.I.E.L.D. piuttosto che essere rinchiusa in casa ad aspettare l'eroe. Allo stesso modo, il nuovo compagno di Capitan America, Falcon, era un afroamericano che stava combattendo per liberare il ghetto di Harlem dai criminali. Anche quando la serie non ha introdotto direttamente questioni scottanti, come ha fatto per gran parte degli anni '90, ha continuato a sollevare il conflitto tra diverse visioni del paese, come le diverse visioni del sogno americano.
Ma è stato dopo gli attacchi dell'11 settembre che le avventure del personaggio hanno ripreso una svolta politica. Tra la fine del 2001 e il 2004, era comune per Capitan America trattare argomenti come la lotta ai gruppi terroristici, gli intrighi del proprio governo e persino i maltrattamenti dei prigionieri di Guantanamo. Allo stesso modo, il personaggio ha avuto un ruolo speciale nella miniserie Civil War tra il 2006 e il 2007, in cui l'eroe guidava una fazione di eroi che si rifiutava di accettare il Superhuman Registration Act (una legge fittizia ispirata al Patriot Act che approvava la presidenza di George W. Bush), contravvenendo alle istruzioni del governo.
Nel 2017, un consigliere californiano ha prestato giuramento con lo scudo di Capitan America, spiegando che lo scudo dell'eroe Marvel "rappresentava gli ideali degli Stati Uniti" ed è stato per questo motivo che ha deciso di utilizzarlo nel suo giuramento.

## Poteri e abilità
Steve Rogers è considerato l'apice del potenziale umano e opera al massimo delle prestazioni fisiche, sensoriali e mentali grazie al suo potenziamento tramite il siero del supersoldato. I segreti della creazione del siero furono persi con la morte del suo creatore, il dottor Abraham Erskine. Il siero ha notevolmente migliorato il suo corpo fragile e potenzia il suo cervello e tutte le sue funzioni metaboliche e previene l'accumulo di acido lattico nei suoi muscoli, dandogli una resistenza di gran lunga superiore a quella media di un essere umano. Ciò spiega molte delle sue imprese straordinarie, come sostenere 363 kg e compiere distensioni su panca con 500 kg come riscaldamento, e correre fino a 48 km/h. Le sue prestazioni mentali, notevolmente migliorate, gli permettono di operare nel modo più avanzato e rapido possibile, così come un'attitudine all'apprendimento accelerato. Possiede inoltre una memoria eidetica e un ricordo perfetto, il che significa che non dimentica mai ciò che ha visto e sperimentato: può leggere velocemente e capire intuitivamente cosa accadrà e come affrontarlo al meglio; ciò gli consente anche di ricordare qualsiasi tattica appresa e applicarla rapidamente a qualsiasi situazione. Il siero gli ha donato un fattore curativo che gli permette di guarire da ferite non mortali più velocemente di una persona media, così come un'elevata resistenza a tutte le infezioni e malattie, al knock-out e alla suggestione ipnotica, sebbene non sia immune, e un metabolismo troppo veloce per le bevande alcoliche. Il siero rallenta inoltre il suo invecchiamento e, in caso di ibernazione, fa sì che i suoi fluidi corporei non si cristallizzino: in questo modo entra in un particolare stato di animazione sospesa che può durare decenni, ma per tutta la sua durata non invecchia di un giorno.
L'esperienza in battaglia e l'addestramento ricevuto dall'esercito statunitense di Rogers lo rendono un tattico esperto, riconosciuto come uno dei più grandi tattici del pianeta, sia dentro che fuori dal campo di battaglia, in grado di formulare strategie brillanti e adattarsi alle mutevoli esigenze della situazione. È anche un eccellente comandante sul campo, con i suoi compagni di squadra che spesso seguono i suoi ordini in battaglia. I Vendicatori, gli X-Men, i Fantastici Quattro e altri eroi scelsero Rogers come loro leader durante le Guerre segrete; Thor disse che Rogers è uno dei pochissimi mortali da cui prenderà ordini e seguirà "attraverso i cancelli dell'Ade".
Rogers è un combattente straordinariamente dotato: ha unito aikidō, boxe, judo, karate, jujutsu, kickboxing e ginnastica nel suo stile di combattimento, il che lo rende un maestro di molteplici arti marziali. Anni di pratica con il suo scudo quasi indistruttibile lo rendono in grado di mirare e lanciarlo con una precisione quasi infallibile. La sua abilità con il suo scudo è tale che può attaccare più bersagli in successione con un solo lancio o addirittura causare un ritorno simile a un boomerang da un lancio per attaccare un nemico da dietro. È considerato da altri abili combattenti come uno dei migliori combattenti corpo a corpo nell'universo Marvel, limitato solo dal suo fisico umano.
Rogers ha una vasta conoscenza militare degli Stati Uniti e spesso ha dimostrato di avere familiarità con le operazioni classificate del Dipartimento della Difesa in corso. È un esperto di strategia militare, sopravvivenza, acrobazie, parkour, uso delle armi, demolizioni e pilotaggio di qualsiasi veicolo aereo, marittimo e terrestre. Nonostante il suo alto profilo come uno dei supereroi più famosi e riconoscibili al mondo, Rogers ha un'ampia conoscenza della comunità di spionaggio, in gran parte attraverso il suo rapporto con lo S.H.I.E.L.D.. Inoltre, la sua volontà indomabile gli permette di superare le tentazioni e il controllo mentale, e resistere agli effetti di dolori, droghe e tossine, e la sua vasta esperienza lo ha reso anche un multilingue: parla fluentemente inglese, spagnolo, giapponese, tedesco e russo, e qualcosa di francese e italiano.
Insieme a Jane Foster, è l'unico essere umano degno di brandire Mjolnir, il martello di Thor.
Stan Lee ha affermato di essere "sempre stato affascinato dal fatto che, sebbene Capitan America abbia il superpotere meno spettacolare di tutti, il mantello di comando cade naturalmente su di lui, come se fosse nato per comandare... Cap è uno dei personaggi eroici più difficili da scrivere, perché lo scrittore non può usare alcuni super poteri esotici per far sembrare colorati i suoi episodi... Tutto ciò che deve servirgli sono le sue straordinarie abilità di combattimento, il suo scudo e il suo amore inestinguibile per la libertà e giustizia."

## Avversari
Capitan America ha affrontato numerosi nemici in oltre 70 anni di avventure pubblicate. Molti dei suoi nemici ricorrenti incarnano ideologie contrarie ai valori americani per i quali Cap ha dimostrato di lottare e in cui crede. Alcuni esempi di questi valori opposti sono il nazismo (Teschio Rosso, Barone Zemo), il neonazismo (Crossbones, Dottor Faustus), fascismo tecnocratico (A.I.M., Arnim Zola), comunismo (Aleksander Lukin), capitalismo amorale (Roxxon Energy Corporation), antipatriottismo (Flagello dei criminali) e terrorismo internazionale e interno (Hydra).
Lista parziale degli avversari di Capitan America:
- Avanzate Idee Meccaniche (A.I.M.)
- Acrobata (John Robert Keane)
- Arnim Zola
- Barone Sangue
- Barone Strucker, Barone Wolfgang von Strucker
- Barone Zemo, Barone Heinrich Zemo
- Batroc il Saltatore
- Costrittore
- Crossbones
- Dottor Faustus
- Flagello dei criminali
- Gran Direttore
- Guardiano Rosso
- Hydra
- Laser vivente
- Aleksander Lukin
- Machinesmith
- Madame Hydra/Viper
- Madcap
- Mister Hyde
- MODOK (Mental Organism Designed Only for Killing)
- Seminatore d'odio
- Società dei serpenti
- Spadaccino
- Spezzabandiera
- Squadra dei serpenti
- Super-Adattoide
- Superia/Sin
- Tagliagole
- Taskmaster
- Teschio Rosso
- Trapster
- Vermin
- Viper

## Altre versioni

### Amalgam
Nelle saghe della Amalgam Comics Capitan America, fondendosi a Superman, ha dato vita al Super Soldato, un eroe della seconda guerra mondiale (come Cap) dotato di incredibili superpoteri di origine aliena (come Superman); rimasto per decenni in animazione sospesa (come Cap) ha intrapreso la carriera di giornalista presso il più grande quotidiano di Metropolis (come Superman). Il suo acerrimo nemico è il Teschio Verde, un ricco magnate e scienziato nazista (come il Teschio Rosso) e che risponde al nome di Lex Luthor.
In un'altra occasione, Cap viene fuso a Capitan Marvel Jr., divenendo Capitan America Jr, che prende i poteri dai presidenti degli Stati Uniti e non dagli dei greci.

### House of M
Nel mondo creato da Scarlet, Capitan America è un vecchio veterano di quasi novant'anni, non essendo rimasto in animazione sospesa; lui e Bucky infatti non precipitano nel Canale della Manica, ma riescono a rispedire l'aereo teleguidato al Barone Zemo, che muore nell'esplosione. Sopravvivendo all'agguato, Cap riesce a catturare Adolf Hitler e a porre fine alla seconda guerra mondiale. Negli anni cinquanta viene messo sotto inchiesta dalla Commissione dedita alle attività mutanti (capeggiata dal senatore Joseph McCarthy), che lo costringe a smascherarsi e a dimettersi quando rifiuta di testimoniare contro amici quali Namor e Toro. Diventato astronauta, Steve Rogers è il primo uomo a camminare sulla luna e le sue prime parole sono rivolte alla collaborazione tra umani e mutanti, senza la quale non si sarebbe potuto raggiungere quel traguardo. Nel corso degli anni viene bollato come "simpatizzante" dei mutanti, ma quando Magneto inizia la sua scalata al potere, Rogers dichiara che le idee di Magnus gli ricordano quelle di uomini come Hitler o Stalin: quest'affermazione lo rende impopolare alla sempre più numerosa comunità mutante, tuttavia Steve continua a rifiutare di unirsi a movimenti di separatisti umani. Steve Rogers invecchia nella più totale solitudine, tanto che Emma Frost dice a Layla Miller di non risvegliarlo, ritenendolo inutile alla loro lotta data l'età avanzata.

### Ultimate
Nella serie Ultimates viene proposta la sua versione Ultimate, decisamente più violenta e con meno scrupoli. Ha una relazione con Wasp ed è venuto anche alle mani con Hank Pym. Appare più ottuso ma anche confuso da una realtà ben più complessa e immorale di quella del '45.
Rispetto al Capitan America classico, eroe profondo e riflessivo, questo personaggio per molti versi ne è l'esatto opposto: è un militare filogovernativo, che non discute gli ordini ma li esegue, e questo lo rende più simile a U.S. Agent.

### Marvel Zombi
Nella serie Marvel Zombi, ambientata nella realtà alternativa nota come Terra-2149, a causa di un'epidemia, molti supereroi sono trasformati in zombi. Questa versione è nota come Colonnello America. Prima del contagio venne eletto presidente degli Stati Uniti d'America, ma non servì un intero mandato.
Colonnello America, insieme agli altri Vendicatori, sono tra i primi ad essere infettati da Sentry, ed è colui che infetta l'Uomo Ragno.
Dopo il contagio, torna alla Villa dei Vendicatori poiché la sua fame è temporaneamente scomparsa in cerca di un modo di fermare l'infezione, ma come arriva alla base gli ritorna, e divora Jarvis insieme agli altri vendicatori, chiamando poi un segnale di adunata per attirare altri supereroi e infettarli, tra i quali She-Hulk che causò la morte dei figli di Reed Richards (causando indirettamente il fallimento del piano di Nick Fury di salvare la terra facendo impazzire dal dolore Reed Richards).
Insieme ad altri zombi, divora Silver Surfer ottenendone parte dei poteri. Durante l'attacco di Galactus rimane vittima del Teschio Rosso, che lo uccide. Il suo cervello  viene utilizzata dagli scienziati wakandiani per e trapiantata nel corpo del figlio morto di re T'Challa e utilizzare il nuovo Colonnello nella battaglia contro i cosmo-zombie di Pym, tornati sulla Terra, tuttavia i danni mentali fanno sì che il "nuovo" Colonnello America sia solo capace di utilizzare le capacità da guerriero.

### Bullet Points
In questo What...if? a causa della morte del Dottor Erskine, a Steve Rogers non viene somministrato il siero del supersoldato. Grazie alla sua caparbietà, Rogers riesce a partecipare a un altro progetto, chiamato "progetto Iron Man", che installerà in lui un'armatura di ferro equipaggiata con armi. Chi la usa, deve però sacrificare la sua vita, perché il cuore viene collegato con l'armatura, e se Steve morisse, l'armatura esploderebbe. Steve diventa un grandissimo eroe conosciuto in tutto il mondo. In seguito affronta Hulk, in questo What... if? Peter Parker, ma viene ucciso.

### Marvel VS DC
- Durante Le battaglie del secolo Cap si scontra con Batman della DC Comics; l'esito del duello viene stabilito tramite un sondaggio tra i lettori, e il combattimento viene infine vinto da Batman.
- In un altro elseworld ambientato durante la seconda guerra mondiale (scritto e disegnato da John Byrne) i due eroi e i rispettivi sidekick, Robin e Bucky, si alleano per fronteggiare la minaccia che vede Joker vendere armi al Teschio Rosso.
- In Vendicatori/JLA, Capitan America è uno dei personaggi principali. Durante la battaglia con la Justice League, Cap e Batman si scontrano in un equilibrato duello di arti marziali, ma poi decidono di indagare sulla vera natura del loro scontro, scoprendo in seguito il reale piano di Krona e del Gran Maestro. Le diverse nature dei due universi rende Cap e Superman estremamente nervosi: il primo vede gli eroi DC come dei narcisisti arroganti che si pavoneggiano della propria gloria, mentre l'Uomo D'Acciaio accusa gli eroi Marvel di trascurare il loro mondo, incapaci di ispirare la gente e di non lottare abbastanza. Quando la realtà comincia a cambiare intorno a loro, i due eroi sono i soli che si accorgono delle variazioni temporali, accusandosi a vicenda. Successivamente, Cap viene eletto capo all'unanimità, e presta il suo leggendario scudo al kryptoniano durante lo scontro finale con Krona.

## Pubblicazioni in italiano

### Capitan America
Le storie della "golden age" vengono pubblicate già nel 1945 all'interno della rivista Il Pupazzetto. Nel 1991 la Comic Art ha realizzato due volumi dal titolo Capitan America: The Classic Years, contenenti i primi 10 episodi.
L'Editoriale Corno ha pubblicato le avventure moderne su:
- Capitan America (prima serie) dal n. 1 del 24 aprile 1973 al n. 128 dell'8 marzo 1978
  - Thor e Capitan America dal n. 181 del 20 marzo 1978 al n. 194 del 18 settembre 1978
  - Thor e i Vendicatori (ex Thor e Capitan America) dal n. 211 del 14 maggio 1979 al n. 220 del 17 settembre 1979 e dal n. 242 del 18 luglio 1980 al n. 243 del 1º agosto 1980
  - I Fantastici Quattro n. 258 del 4 marzo 1981
  - Il settimanale de l'Uomo Ragno dal n. 23 del 18 agosto 1981 al n. 40 del 15 dicembre 1981
  - L'Uomo Ragno (seconda serie) dal n. 51 del 6 ottobre 1983 al n. 58 del 9 febbraio 1984
- Capitan America gigante (ristampa cronologica mensile) dal n. 1 dell'aprile 1980 al n. 14 del maggio 1981
- Capitan America (seconda serie: ristampa della prima serie, ma con copertine diverse) dal n. 1 del 3 giugno 1982 al n. 29 del 7 luglio 1983

Dal gennaio 1990 è la Star Comics a pubblicare le avventure di Capitan America, proseguito dalla Marvel Italia, poi trasformatasi in Panini Comics.
- Capitan America e i Vendicatori dal n. 1 del gennaio 1990 al n. 82 del novembre 1994 (dal n. 76 del maggio 1994 diventa Capitan America).
- Capitan America e Thor dal n. 0 del novembre 1994 al n. 86 del settembre 2002

In seguito le storie del supereroe sono state pubblicate su:
- Marvel Miniserie dal n. 48 del giugno 2003 al n. 50 dell'agosto 2003 e dal n. 52 del gennaio 2004 al n. 54 del marzo 2004, oltre a diversi numeri speciali.
- Thor dal n. 61 dell'aprile 2004 al 134 del maggio 2010 (nota: dal n. 78 del settembre 2005 la testata diventa Thor e i Nuovi Vendicatori)
- Capitan America n. 1 dal giugno 2010 (in corso).

### Capitan America nei Vendicatori
L'Editoriale Corno ha pubblicato le avventure del supereroe con il gruppo dei Vendicatori su:
- Il mitico Thor dal n. 5 dell'8 giugno 1971 al n. 243 del 1º agosto 1980 (dal n. 101 dell'11 aprile 1975 diventa Thor e i Vendicatori).
- I Vendicatori gigante (ristampa cronologica mensile) dal n. 1 del 1980 al n. 14 del 1981

La Star Comics ha pubblicato le avventure di Capitan America con il gruppo dei Vendicatori, proseguito dalla Marvel Italia, poi trasformatasi in Panini Comics su:
- Capitan America e i Vendicatori dal n. 1 del gennaio 1990 al n. 82 del novembre 1994 (dal n. 76 del maggio 1994 diventa Capitan America).
- I Vendicatori dal n. 0 dell'aprile 1994 al n. 23 del febbraio 1996
- Thor dal n. 37 dell'aprile 2002 (dal n. 78 del settembre 2005 diventa Thor e i Nuovi Vendicatori).
- Ultimates dal n. 1 del 2004.

## Altri media

### Animazione

#### Anime
- Disk Wars: Avengers
- Future Avengers

#### Lungometraggi
- Ultimate Avengers
- Ultimate Avengers 2
- Next Avengers - Gli eroi di domani
- Iron Man & Captain America: Heroes United
- Marvel Rising - Secret Warriors

#### Serie televisive animate
- The Marvel Super Heroes
- L'Uomo Ragno e i suoi fantastici amici
- Insuperabili X-Men
- Spider-Man - L'Uomo Ragno
- I Vendicatori
- X-Men: Evolution
- Super Hero Squad Show
- Black Panther
- Avengers - I più potenti eroi della Terra[70]
- Avengers Assemble
- Ultimate Spider-Man
- Hulk e gli agenti S.M.A.S.H.
- Guardiani della Galassia
- What If...?

### Cinema

#### Lungometraggi
- Captain America (1944): serial cinematografico della Republic Pictures ridistribuito nei cinema statunitensi nel 1953 come Return of Captain America
- Capitan America (1990): diretto da Albert Pyun, con Matt Salinger nel ruolo di Steve Rogers

#### Marvel Cinematic Universe
Steve Rogers / Captain America è apparso nel Marvel Cinematic Universe (MCU), interpretato da Chris Evans. Dopo il debutto in Captain America - Il primo Vendicatore (2011), è diventato uno dei personaggi centrali della "Saga dell'infinito". Viene reclutato da Nick Fury in The Avengers (2012) diventando uno dei membri fondatori degli Avengers. Il personaggio compare in molti film successivi ed entra in conflitto con Tony Stark durante gli eventi di Captain America: Civil War (2016) a causa della firma di Stark degli Accordi di Sokovia. Dopo aver affrontato Thanos durante gli eventi di Avengers: Infinity War (2018) e Avengers: Endgame (2019), Rogers viaggia nel tempo per riportare le Gemme dell'infinito nella loro epoca, ma invece di tornare nel presente decide di restare nella sua epoca per vivere una vita felice insieme alla sua amata Peggy Carter.

### Televisione

#### Lungometraggi
- Captain America (1979)
- Captain America II: Death Too Soon (1979)

### Videogiochi
- Captain America in The Doom Tube of Dr. Megalomann (1987)
- The Amazing Spider-Man and Captain America in Dr. Doom's Revenge! (1989)
- Captain America and The Avengers (1991)
- The Amazing Spider-Man 2 (1992)
- Spider-Man and Venom: Maximum Carnage (1994)
- Avengers in Galactic Storm (1995)
- Venom/Spider-Man: Separation Anxiety (1995)
- Marvel Super Heroes in War of the Gems (1996)
- Marvel Super Heroes vs. Street Fighter (1997)
- Marvel vs. Capcom: Clash of Superheroes (1998)
- Marvel vs. Capcom 2: New Age of Heroes (2000)
- Spider-Man (2000)
- Spider-Man 2: Enter Electro (2001)
- Marvel Nemesis: l'Ascesa degli Esseri Imperfetti (2005)
- Marvel: La Grande Alleanza (2006)
- Marvel: La Grande Alleanza 2 (2009)
- Marvel Super Hero Squad (2009)
- Marvel vs. Capcom 3: Fate of Two Worlds (2011)
- Ultimate Marvel vs. Capcom 3
- Captain America: Il super soldato (2011)
- Marvel Heroes (2013)
- LEGO Marvel Super Heroes (2013)
- Marvel: Sfida dei campioni (2014)
- Marvel Future Fight (2015)
- LEGO Marvel's Avengers (2016)
- Marvel vs. Capcom: Infinite (2017)
- LEGO Marvel Super Heroes 2 (2017)
- Fortnite (2017)
- Marvel: La Grande Alleanza 3: L'Ordine Nero (2019)
- Marvel's Avengers (2020)
- Marvel Rivals (2024)